# Guy Loup
Guy Loup, ou mesmo Isabel Cristina, nome artístico de Guylène Magdalêne Anne Marie France Vercellino (Nice, 11 de fevereiro de 1944), é uma atriz e ocultista franco-brasileira.
Por causa de seu sucesso na telenovela O Direito de Nascer passou a adotar, em alguns trabalhos, o nome da personagem: Isabel Cristina. Isso foi, segundo ela, uma ideia de Cassiano Gabus Mendes, na época diretor da TV Tupi, embalado pelo estrondoso sucesso da telenovela.
Ainda a partir do final da década de 1970, como a mesma declarou, com a escassez de papéis ela passou a se dedicar à astrologia, ao tarô e ao candomblé, atendendo a consultas com o nome de Mãe Guy. Assim apresentou programas no rádio durante muitos anos, ao mesmo tempo em que geria sua escola de teatro, durante as décadas de 1980 e 1990. Depois acabou retornando ao seu pais de origem, e hoje Guy Loup vive na França, onde trabalha seu lado artístico pintando retratos de turistas nos pontos turísticos de Nice.

## Vida Pessoal
Casou-se em 1969 com o também ator José Américo, união que durou 12 anos e que lhe deu um filho, foi um casamento precipitado e tumultuado. Divorciou-se no início dos anos 1980, acabou sendo afastada do filho, sofreu de depressão e demorou um bom tempo para se recuperar. Anos depois, resolveu adotar duas crianças.

## Filmografia

### Televisão
| Ano  | Título                                    | Personagem         | Notas |
| ---- | ----------------------------------------- | ------------------ | ----- |
| 1984 | Jerônimo                                  | Efigênia           | SBT   |
| 1983 | Anjo Maldito                              | Tânia              | SBT   |
| 1983 | Sombras do Passado                        | Sofia              | SBT   |
| 1982 | A Leoa                                    | Guilhermina        | SBT   |
| 1982 | Destino                                   | Margarida          | SBT   |
| 1979 | Como Salvar Meu Casamento                 | —                  | Tupi  |
| 1971 | A Fábrica                                 | Iolanda            | Tupi  |
| 1969 | Nino, o Italianinho                       | Norminha           | Tupi  |
| 1968 | Antônio Maria                             | Lúcia              | Tupi  |
| 1967 | Os Rebeldes                               | Betty              | Tupi  |
| 1967 | Éramos Seis                               | Isabel             | Tupi  |
| 1966 | Somos Todos Irmãos                        | Ruth               | Tupi  |
| 1965 | Ana Maria, Meu Amor                       | Lucy               | Tupi  |
| 1965 | A Outra                                   | Cibele (Cotinha)   | Tupi  |
| 1964 | O Direito de Nascer                       | Isabel Cristina    | Tupi  |
| 1964 | Quando o Amor É mais Forte                | —                  | Tupi  |
| 1963 | Moulin Rouge - A Vida de Toulouse-Lautrec | —                  | Tupi  |
| 1963 | Grande Teatro Tupi                        | Vários Personagens | Tupi  |
| 1963 | A Sublime Aventura                        | —                  | Tupi  |
| 1961 | O Vigilante Rodoviário                    | Margô              | Tupi  |
| 1957 | Serelepe                                  | Menina             | Tupi  |

### Cinema
| Ano  | Título                                   | Personagem      |
| ---- | ---------------------------------------- | --------------- |
| 1983 | O Escândalo na sociedade                 | Marta           |
| 1979 | Por um Corpo de Mulher                   | Modelo          |
| 1975 | Quando Elas Querem… e Eles Não           | Suzana          |
| 1970 | Os Maridos Traem… e as Mulheres Subtraem | Simone          |
| 1969 | O Cangaceiro sem Deus                    | Cangaceira Rita |
| 1969 | O Cangaceiro Sanguinário                 | Flô             |
| 1969 | Quelé do Pajeú                           | Maria Rita      |
| 1968 | Papai Trapalhão                          | Tininha         |
| 1968 | O Pequeno Mundo de Marcos                | Izabel          |
| 1967 | A Desforra                               | —               |
| 1965 | Quatro Brasileiros em Paris              | Cantora         |
| 1963 | Casinha Pequenina                        | Esther          |